# Échelle SAD PERSONS
L'échelle SAD PERSONS est un acronyme utilisé comme moyen mnémotechnique. Elle a d'abord été développée en tant qu'outil clinique d'évaluation pour les étudiants de médecine, afin de déterminer le risque de suicide, par Patterson et al.. L'échelle adaptée SAD PERSONS a été développée en 1996, par Gerald A. Juhnke, pour une utilisation avec des enfants.
De récentes études ont révélé que bien que l'échelle ait une spécificité, sa sensibilité est si mauvaise qu'elle n'a aucune valeur clinique, ; elle peut même être cliniquement nuisible. Cette mesure a également été critiquée pour être un indice de facteurs de risque qui n'est pas applicable à tous les individus, et que le risque de suicide est évalué selon le niveau de risque du moment.

## Calcul
Le score est calculé à partir de dix questions oui/non, avec un point pour chaque réponse affirmative :
- S : Sexe masculin
- A : Âge (<19 ans ou >45 ans)
- D : Dépression
- P : Tentative précédente
- E : Excès d'alcool ou consommation de substance
- R : Perte de la pensée rationnelle
- S : Manque de soutien social
- O : Plan organisé
- N : Pas de conjoint
- S : Maladie

Ce score est alors étalonné sur une échelle d'évaluation des risques comme suit :
- 0–4 : Faible
- 5–6 : Moyenne
- 7–10 : Haute

## Échelle modifiée SAD PERSONS
Le score est calculé à partir de dix questions oui/non, avec des points pour chaque réponse affirmative comme suit :
- S : Sexe Masculin → 1
- A : Âge de 15 à 25 ans, ou de 59 ans et plus → 1
- D : Dépression ou désespoir → 2
- P : Antécédents de tentatives de suicide, ou de soins psychiatriques → 1
- E : Utilisation Excessive d'éthanol ou consommation de drogues → 1
- R : Perte de pensée rationnelle (maladie organique ou psychotique) → 2
- S : Célibataire, veuf ou divorcé → 1
- O : Organisation ou sérieuses tentatives → 2
- N : Absence de soutien social → 1
- S : A déclaré ses intentions futures (déterminé à répéter ou ambivalent) → 2

Ce score est ensuite étalonné selon l'échelle d'évaluation des risques :
- 0-5 : "libération" sûre (selon les circonstances)
- 6-8 : nécessite probablement une consultation psychiatrique
- >8 : nécessite probablement l'admission à l'hôpital